# Bartniki (Litwa)
Bartniki (lit. Bartninkai) – miasteczko na Litwie w okręgu mariampolskim w rejonie wyłkowyskim, na Suwalszczyźnie, położone ok. 18 km na południe od Wyłkowszek, siedziba gminy Bartniki.
Wieś założona w XVI wieku, od 1744 prawa miejskie. Za Królestwa Polskiego siedziba gminy Bartniki w powiecie wyłkowyskim.
W Bartnikach znajdują się XVIII-wieczne zabytki, powstałe za sprawą Antoniego Tyzenhauza: dwór oraz kościół Świętych Apostołów Piotra i Pawła (w ruinie). Ponadto znajdują się tu poczta, nowy kościół parafialny i ambulatorium.
Na podstawie dekretu prezydenta Republiki Litewskiej z 1999 roku miasteczko posiada herb i flagę.

## Galeria

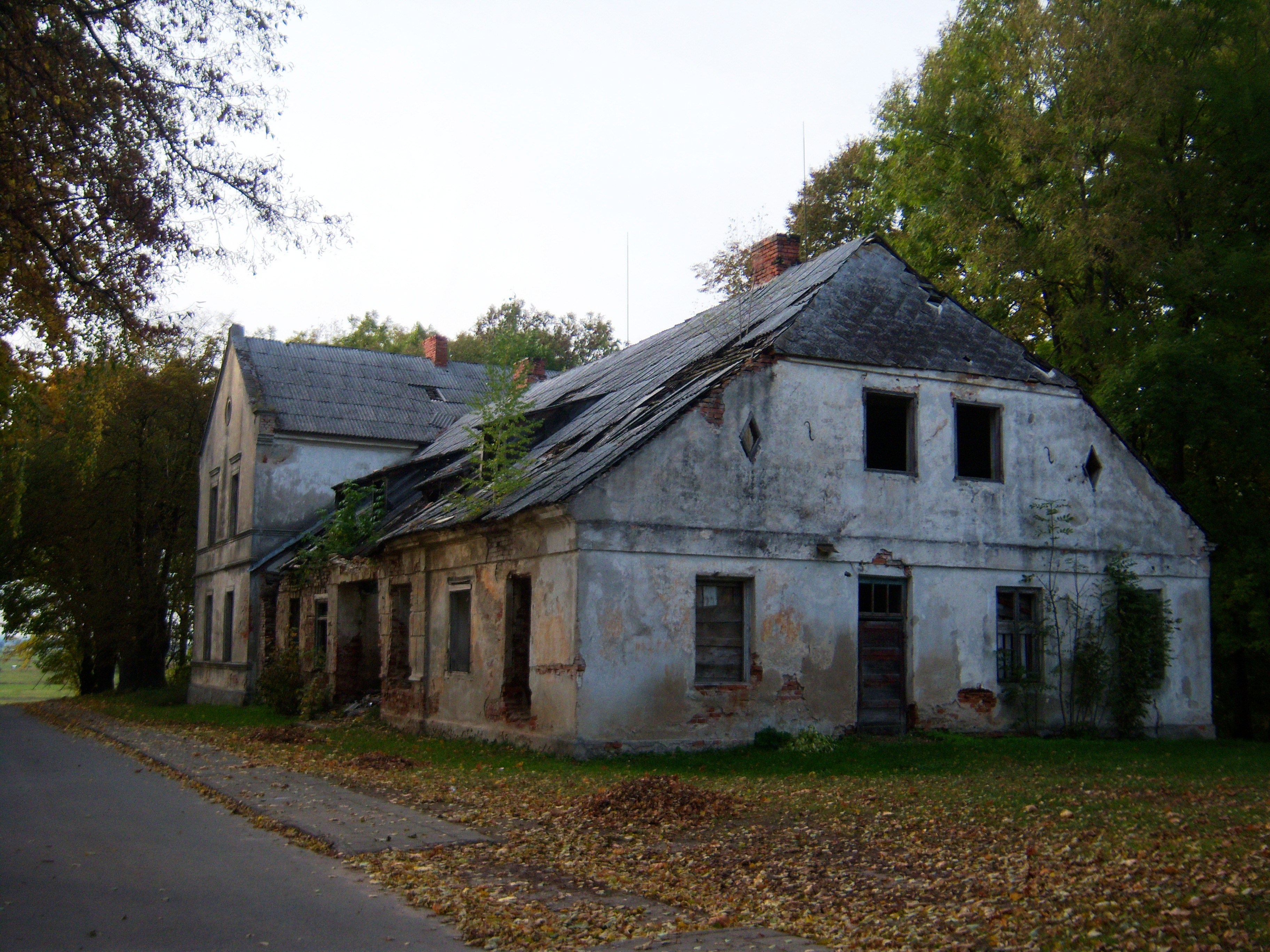
Dwór Antoniego Tyzenhauza
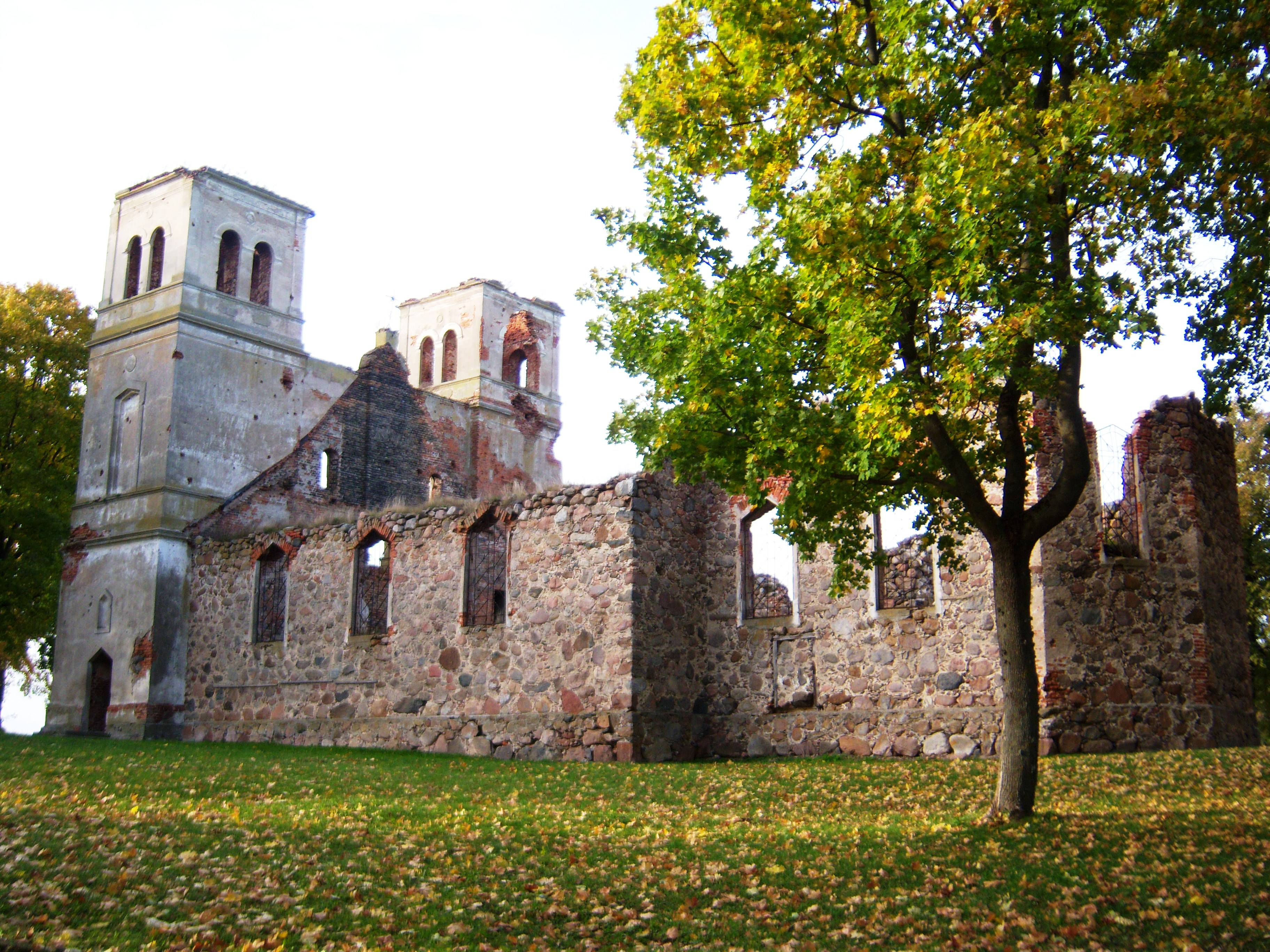
Ruiny kościoła Świętych Apostołów Piotra i Pawła
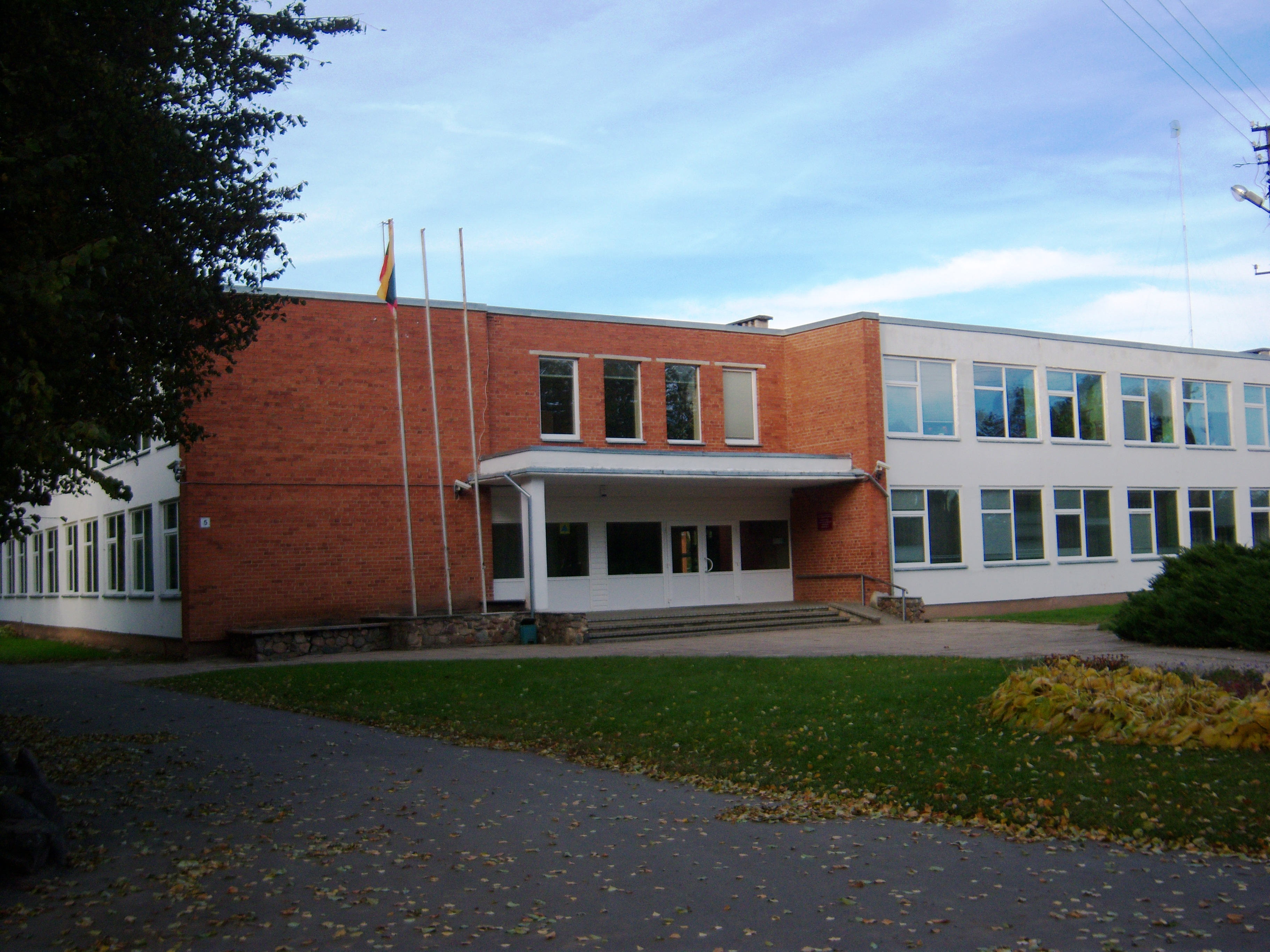
Szkoła
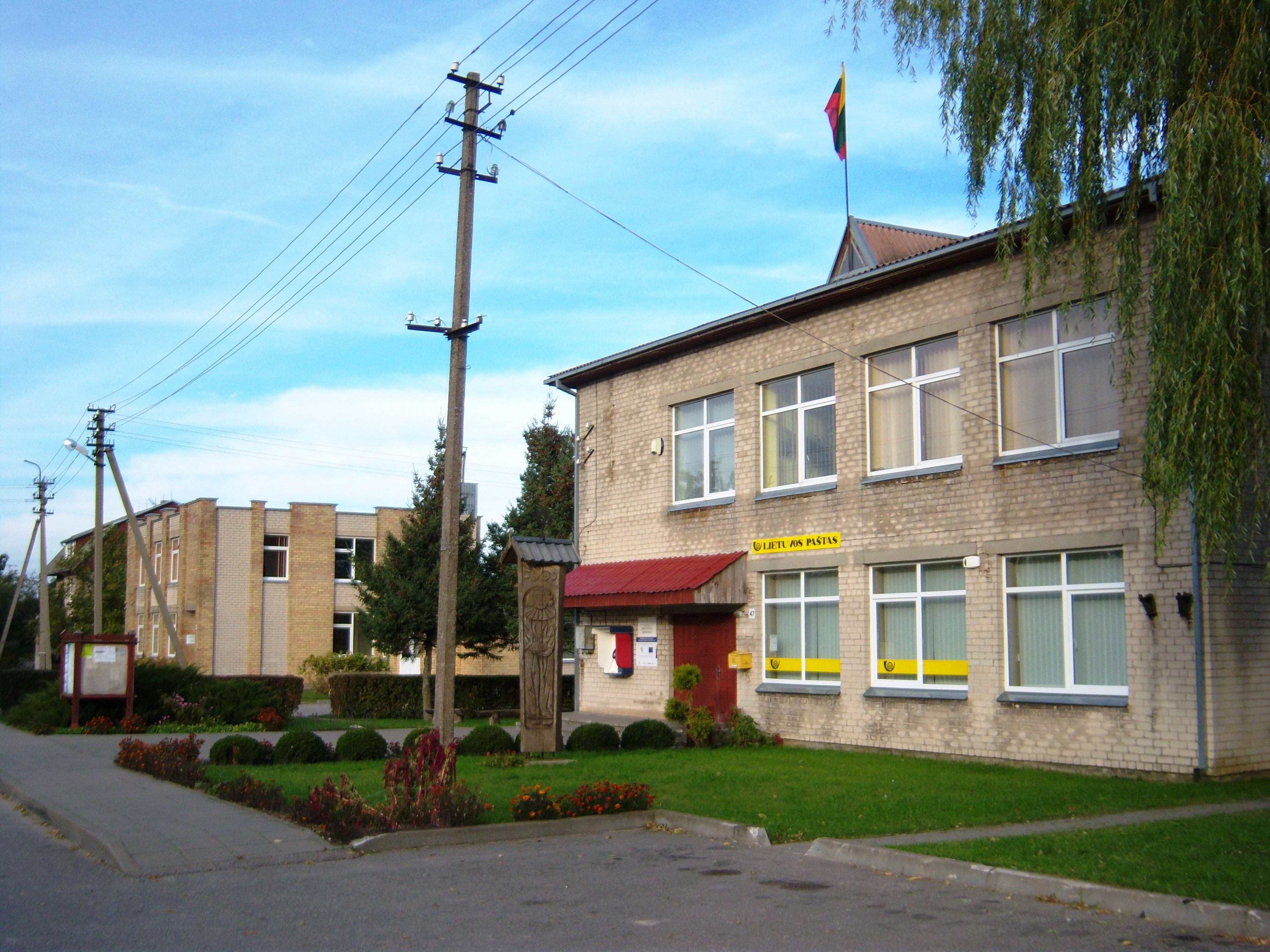
Starostwo